# Peter Dinklage
Peter Hayden Dinklage (Morristown (New Jersey), 11 juni 1969) is een Amerikaanse acteur. Hij kreeg internationale erkenning voor zijn rol als Tyrion Lannister in de HBO-televisieserie Game of Thrones (2011–2019), waarvoor hij de Primetime Emmy Award voor Outstanding Supporting Actor in a Drama Series vier keer won. Hij ontving ook een Golden Globe Award in 2011 en een Screen Actors Guild Award in 2020 voor deze rol. Dinklage heeft een veelvoorkomende vorm van dwerggroei die bekend staat als achondroplasie. Hierdoor is hij 1,35 meter lang. Hij heeft zijn bekendheid gebruikt om maatschappelijke bewustwording te bevorderen met betrekking tot dwerggroei.
Dinklage studeerde acteren aan het Bennington College en trad op in verschillende amateurtoneelstukken. Hij maakte zijn filmdebuut in de zwarte komediefilm Living in Oblivion (1995) en brak door met een hoofdrol in de comedy-drama The Station Agent (2003). Zijn andere films zijn onder andere Elf (2003), Lassie (2005), Find Me Guilty (2006), Penelope (2006), The Chronicles of Narnia: Prince Caspian (2008), Death at a Funeral (2010), X-Men: Days of Future Past (2014), Three Billboards Outside Ebbing, Missouri (2017) en The Hunger Games: The Ballad of Songbirds & Snakes (2023). In 2018 verscheen hij als Eitri in de Marvel-film Avengers: Infinity War en als Hervé Villechaize in de biografische film My Dinner with Hervé. 

## Jeugd
Peter Dinklage werd geboren op 11 juni 1969, in New Jersey,  als zoon van John Carl Dinklage, een verzekeringsagent, en Diane Dinklage, een muzieklerares op de basisschool van Duitse en Ierse afkomst. Hij groeide op in het historische gedeelte Brookside van Mendham Township, met zijn ouders en oudere broer Jonathan. Hij is het enige lid van zijn familie met achondroplasie.
Als kind voerden Dinklage en zijn broer poppenmusicals op voor mensen in hun buurt. Hij beschrijft zijn broer Jonathan als de "echte performer van de familie" en zegt dat de passie van zijn broer voor de viool het enige was wat hem ervan weerhield om acteur te worden. 

### Educatie
Dinklage bezocht de Delbarton School, een katholieke middelbare school voor jongens, waar hij zijn acteervaardigheden ontwikkelde.  Daarna studeerde hij aan het Bennington College. Hier studeerde hij voor een drama en verscheen hij in tal van producties voordat hij in 1991 afstudeerde.  Hij verhuisde vervolgens naar New York met zijn vriend Ian Bell om een theatergezelschap op te richten. Hij woonde 20 jaar in New York, in Williamsburg en het West Village. Vervolgens werkte hij zes jaar bij een dataprocessingsbedrijf, voordat hij zich volledig op zijn filmcarrière ging richten.

## Loopbaan
Zijn doorbraak kwam met de film The Station Agent uit 2003. Nadien volgden rollen in onder meer Elf, Underdog, Find Me Guilty, Penelope, de eerste versie van Death at a Funeral uit 2007 en de remake uit 2010, Death at a Funeral.
Voor The Station Agent werd hij genomineerd voor de 10e Screen Actors Guild Awards, zijn rol in Game of Thrones was goed voor de 63e Primetime Emmy Awards, de 16e Satellite Awards en de 69e Golden Globe Awards. Ook is Dinklage te horen in de animatiefilm Ice Age: Continental Drift, waarin hij de stem van een 'boosaardige aap' genaamd Captain Gutt insprak.

## Filmografie
- 2024: Wicked - als Doctor Dillamond (stem)
- 2023: The Hunger Games: The Ballad of Songbirds & Snakes - als Casca "Cas" Highbottom
- 2020: I Care a Lot - als Roman Lynov
- 2019: The Angry Birds Movie 2 - als Mighty Eagle (stem)
- 2011-2019: Game of Thrones - als Tyrion Lannister (67 afl.)
- 2018: My Dinner With Hervé - als Hervé
- 2018: Avengers: Infinity War - als Eitri
- 2018: I Think We're Alone Now - als Del
- 2017: Three Billboards Outside Ebbing, Missouri - als James
- 2016: The Angry Birds Movie - als Mighty Eagle (stem)
- 2016: The Boss - als Renault
- 2015: Pixels - als Eddie
- 2014: X-Men: Days of Future Past - als Dr. Bolivar Trask
- 2014: Low Down - als Alain
- 2012: Ice Age: Continental Drift - als Captain Gutt (stem)
- 2010: Death at a Funeral - als Frank
- 2009: Saint John of Las Vegas - als Mr. Townsend
- 2008: The Cronicles of Narnia: Prince Caspian - als Trumpkin
- 2007: Underdog - als Dr. Simon Barsinister
- 2007: Death at a Funeral - als Peter
- 2006: Find Me Guilty - als Ben Klandis
- 2005: The Baxter - als Benson Hedges
- 2004: Surviving Eden - als Sterno
- 2003: Elf - als Miles Finch
- 2003: The Station Agent - als Finbar McBride

## Persoonlijk
In 2005 trouwde Dinklage met Erica Schmidt, een regisseur in het theater. Ze hebben twee kinderen: een dochter geboren in 2011 en een zoon geboren in 2017.
Het gezicht van Dinklage raakte gewond in het begin van de jaren 1990 toen hij deel uitmaakte van een "punk-funk-rap" band genaamd Whizzy. Dit leverde hem een litteken op dat van zijn nek naar zijn wenkbrauw loopt. Hij speelde in de nachtclub CBGB in New York, waar hij per ongeluk een knie in zijn gezicht kreeg en begon te bloeden op het podium.
In 2008 beschreef Dinklage zichzelf als een afvallige katholiek.
Dinklage is vegetariër sinds zijn 16e en veganist sinds 2014. Als voorvechter van dierenrechten ondersteunt hij Farm Sanctuary en is hij woordvoerder geweest voor de Walk for Farm Animals van de organisatie. Hij heeft ook de video "Face your Food" ingesproken, een film namens PETA die pleit voor een veganistisch dieet op ethische gronden. Hij verscheen ook in een andere PETA-campagne waarin hij Game of Thrones-fans vroeg om uit asielen te adopteren in plaats van husky's te kopen die op direwolves zouden kunnen lijken.
In 2017 nam Dinklage deel aan de Women's March-demonstratie in Park City (Utah) om te pleiten voor wetgeving en beleid met betrekking tot mensenrechten en andere kwesties.

### Groeistoornis

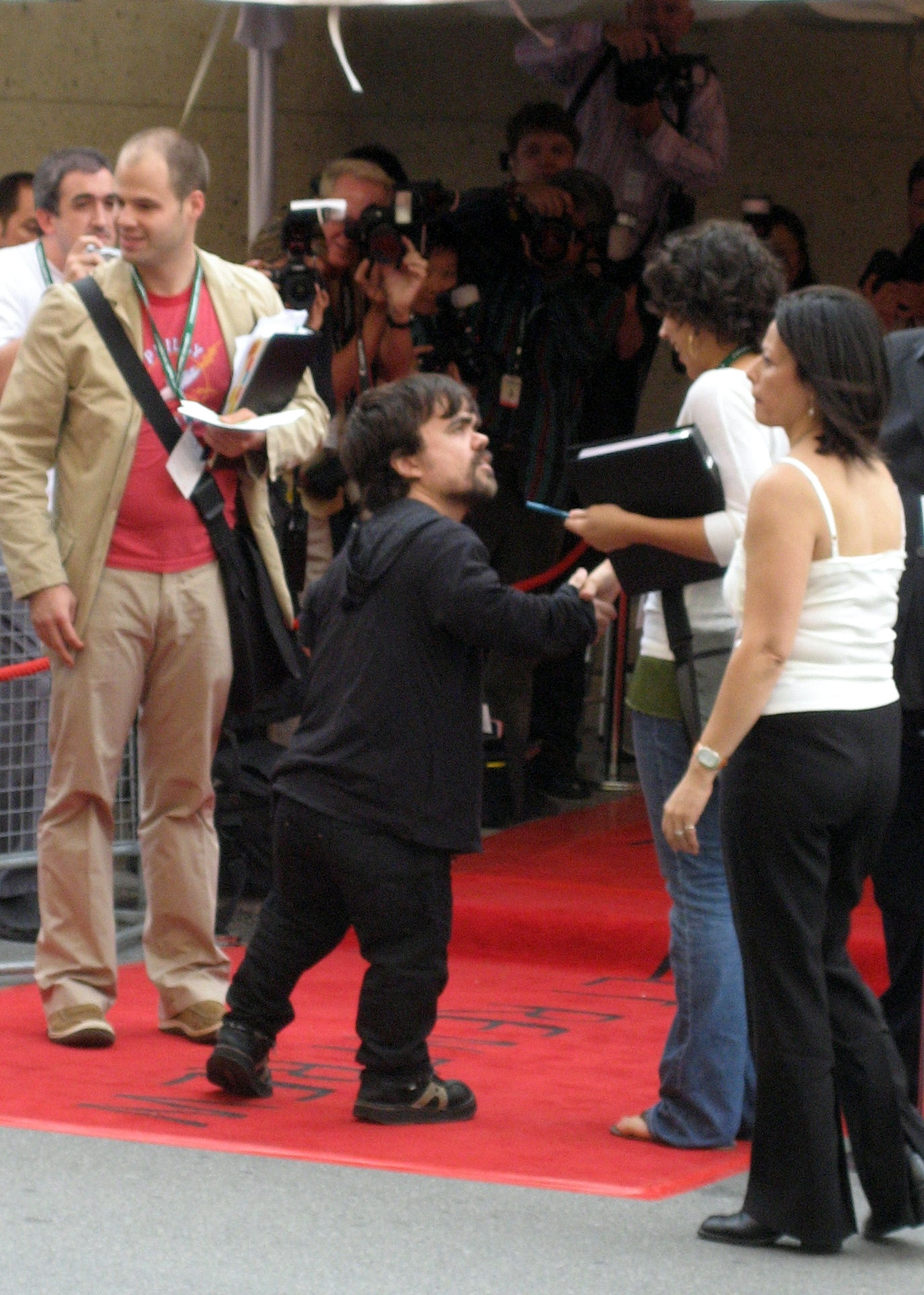
Peter Dinklage bij de première van Penelope, Toronto Film Festival (2006)

Dinklage heeft een vorm van dwerggroei, genaamd achondroplasie. Dit is een genetische aandoening die de groei van botten beïnvloedt. Als gevolg hiervan is hij 1,35 meter lang. Hoewel Dinklage zijn groeistoornis heeft leren accepteren, vond hij het soms uitdagend toen hij opgroeide. In 2003 zei hij dat hij vroeger vaak boos en verbitterd was over zijn toestand, maar naarmate hij ouder werd, realiseerde hij zich dat hij "gewoon een gevoel voor humor moet hebben," om te weten "dat het niet jouw probleem is. Het is dat van hen."
Gevraagd in 2012 of hij zichzelf zag als "een woordvoerder voor de rechten van kleine mensen," antwoordde Dinklage: "Ik weet niet wat ik zou zeggen. Iedereen is anders. Elke persoon van mijn formaat heeft een ander leven, een andere geschiedenis. Verschillende manieren om ermee om te gaan. Alleen omdat ik er ogenschijnlijk oké mee ben, kan ik niet prediken hoe je er oké mee moet zijn." Ondanks zijn eigen gevoelens over de kwestie wordt Dinklage gezien als een rolmodel voor mensen met dezelfde aandoening.
Bij de 69e Golden Globe Awards in 2012, toen Dinklage de prijs won voor Beste Mannelijke Bijrol – Series, Miniseries of Televisiefilm, vertelde hij het publiek dat hij had nagedacht over "een heer, zijn naam is Martin Henderson," en stelde voor dat ze zijn naam zouden googelen. Henderson was een man met dwerggroei uit Somerset, Engeland, die ernstig gewond raakte nadat hij door een rugbysupporter in een bar was gegooid. De toespraak van Dinklage bracht media- en publieke aandacht voor het fenomeen dwergwerpen, waarbij Henderson's naam wereldwijd trending was op sociale media. Henderson overleed uiteindelijk aan zijn verwondingen in 2016, vijf jaar na het incident. Dinklage sloeg aanbiedingen van praatprogramma's af om over het onderwerp te praten. Hij legde later uit dat hij 20 jaar eerder deze aanbiedingen misschien had geaccepteerd, maar dat hij nu "een beetje meer in vrede is met dingen en ik heb gezegd wat ik wilde zeggen. Ik heb een vriend die zegt dat de wereld geen boze dwerg nodig heeft."
In januari 2022 verscheen Dinklage in een aflevering van de podcast WTF with Marc Maron, waarin hij kritiek uitte op de manier waarop Disney de zeven dwergen portretteert in de live-action remake van de geanimeerde film uit 1937, Sneeuwwitje. Hij beweerde dat Disney progressief probeerde te zijn door een Latina-actrice als sneeuwwitje te casten, maar het schadelijke stereotype van de zeven dwergen behield. Als reactie hierop gaf Disney een verklaring uit, waarin staat: "We nemen een andere aanpak met deze zeven personages en hebben advies ingewonnen bij leden van de kleine mensen gemeenschap. We kijken ernaar uit om meer te delen naarmate de film de productiefase ingaat na een lange ontwikkelingsperiode".
- Biblioteca Nacional de España: XX1704344
- Bibliothèque nationale de France: cb15101485k (data)
- Catàleg d'autoritats de noms i títols de Catalunya: 981058529115106706
- Gemeinsame Normdatei: 1022522426
- International Standard Name Identifier: 0000 0001 2102 1570
- Library of Congress Control Number: no2004072302
- MusicBrainz: cf5bae13-6803-433f-a822-3d030a5635c0
- Nationale Bibliotheek van Tsjechië: xx0152987
- Nationale Bibliotheek van Israël: 987007317467705171
- Nationale Bibliotheek van Polen: a0000003847007
- Nederlandse Thesaurus van Auteursnamen: 286819627
- Système universitaire de documentation: 125243545
- Virtual International Authority File: 69225471
- WorldCat: E39PBJB48HpYCyjqm3ctPpdYT3